# La Serra
La Serra war eine Talsperre  oberhalb von Zernez im Engadin im Schweizer Kanton Graubünden. Die Ruinen liegen südöstlich des Dorfes an der Passstrasse. Der Name leitet sich ab vom rätoromanischen Wort serrar (im Idiom Vallader = zusperren, abschliessen).

## Geschichte
Die Talsperre diente zur Abwehr von Feinden, die von Süden her über den Ofenpass ins Engadin vordringen wollten. Weder über Bau noch Entstehungszeit sind Unterlagen vorhanden. Die Burgenkarte der Schweiz hält eine Entstehungszeit im 13. oder 14. Jahrhundert für möglich, denkbar ist auch eine Erbauung während des Schwabenkrieges um 1495.
Von der ursprünglich 130 Meter langen Sperrmauer, die sich vom Fluss Spöl zum Abhang hinaufzog, sind nur noch einzelne Reste vorhanden. Die Lage des Tors lässt sich nicht mehr feststellen. Der Turm lag unmittelbar am alten Passweg und weist gegen die Feindseite zur Strasse hin auf jedem Stockwerk drei Schlüsselscharten auf.
La Serra diente kaum je als Wohnturm, sondern in Kriegszeiten als Quartier für eine Wachmannschaft. Die nördlich an den Turm angrenzenden Mauerreste stammen vermutlich von einer späteren Säumerstation.
Ein Bericht zuhanden Kaiser Maximilians deutet auf eine Beschädigung während des Schwabenkriegs im Jahr 1499 hin. Er bestätigt, österreichische Truppen hätten die clausen zu Zernetz und am Scharl in grunnd abprochen.
Um 1570 beschrieb Ulrich Campell La Serra als altes Bauwerk. Die ursprüngliche Anlage wurde während der Bündner Wirren um 1624 erneuert, als das Regiment Schauenstein ins Engadin verlegt wurde. Danach wurde sie verlassen und zerfiel. Beim Bau der neuen Passstrasse und durch Kiesabbau wurden im 20. Jahrhundert Teile der Wehranlage zerstört. 1996 – 98 wurde der Turm gesichert, der Dachstock wurde neu gebaut.

## Galerie

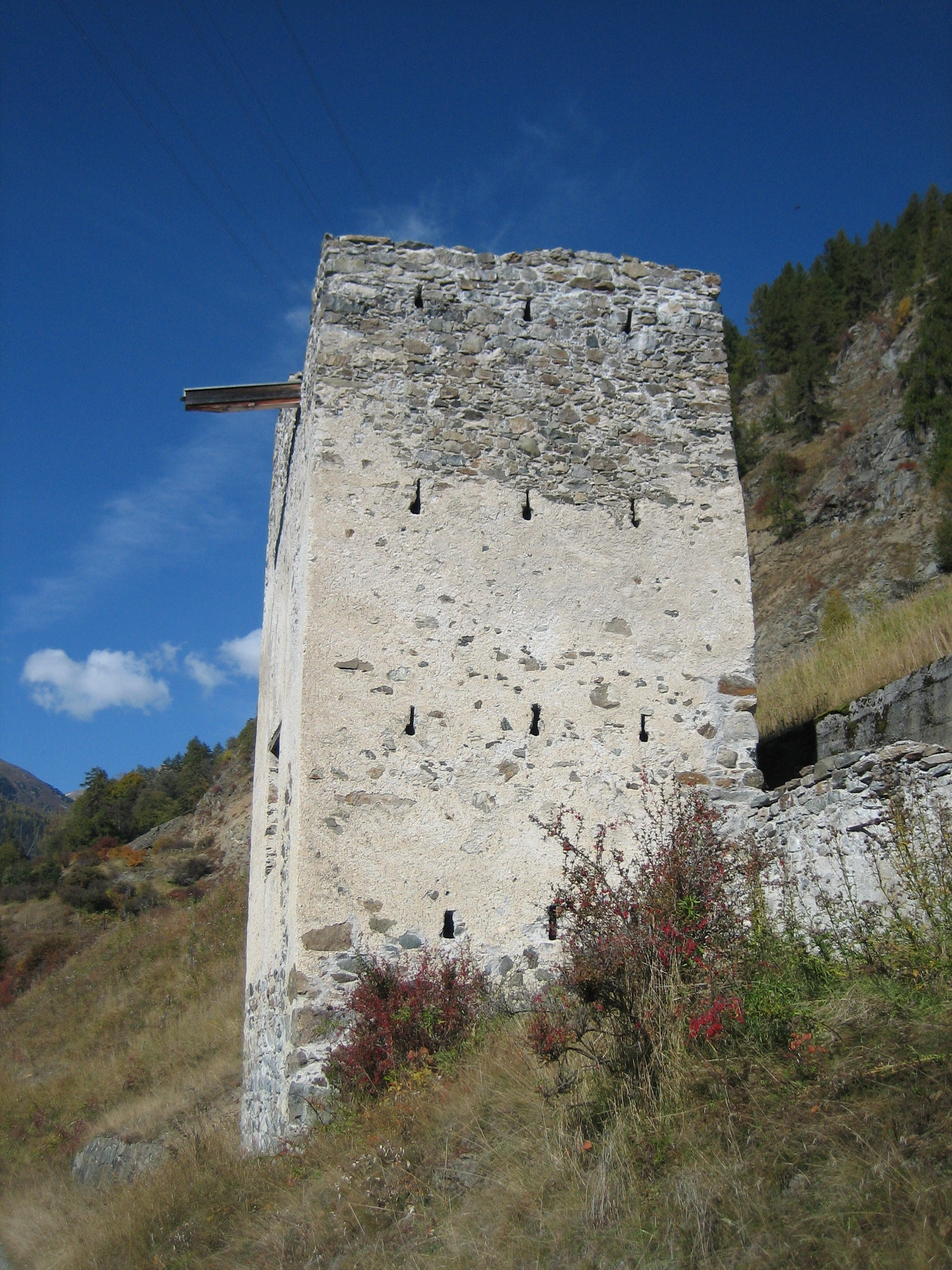
Ansicht von Süden
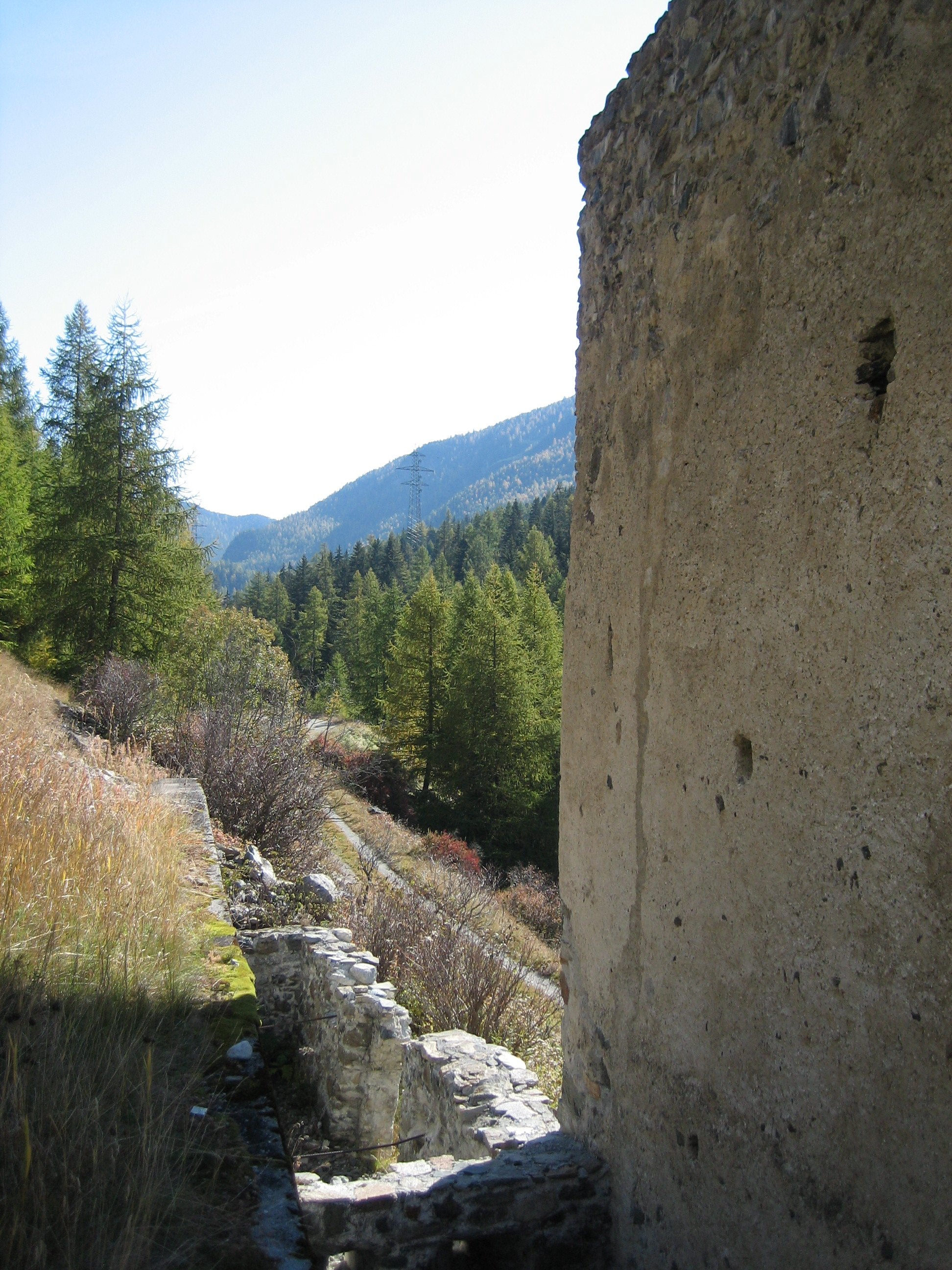
Bergseite mit Mauerresten der Sust
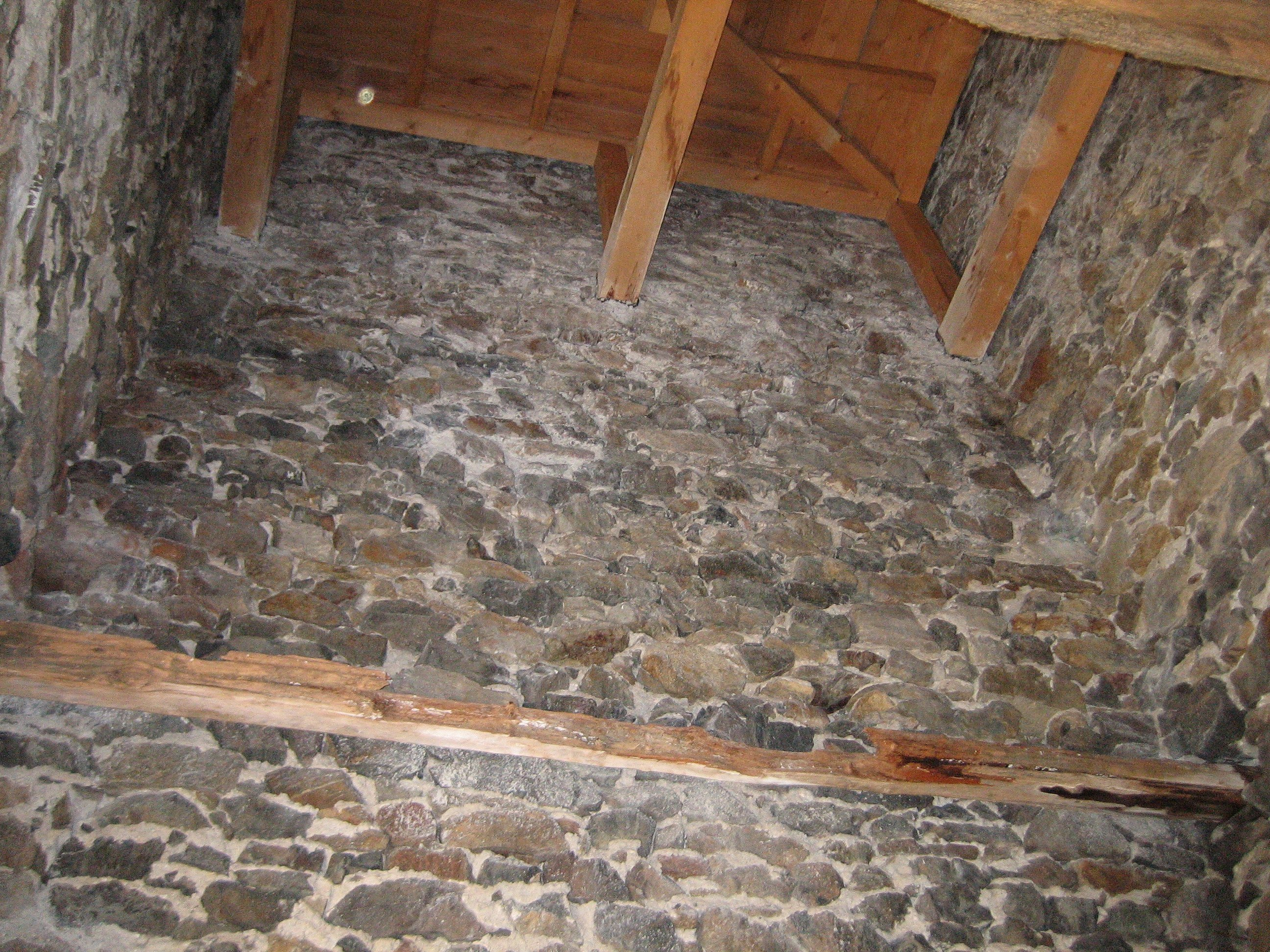
Innen